# Mittlere Brücke
Die Mittlere Brücke (übliche Bezeichnung, offizieller Name aber Mittlere Rheinbrücke) ist der älteste Rheinübergang von Basel. Sie liegt bei Rheinkilometer 166,53 und gilt als Grenze zwischen Hochrhein und Oberrhein. Die erste Brücke an diesem Ort wurde in der ersten Hälfte des 13. Jahrhunderts gebaut und war damals die unterste feste Brücke bis zur Mündung. Sie stand – mit Veränderungen – bis 1903, als sie durch die heutige Brücke ersetzt wurde. Bis zur Eröffnung der Wettsteinbrücke im Jahr 1879 war die Mittlere Brücke der einzige Basler Rheinübergang.

## Erste Brücke

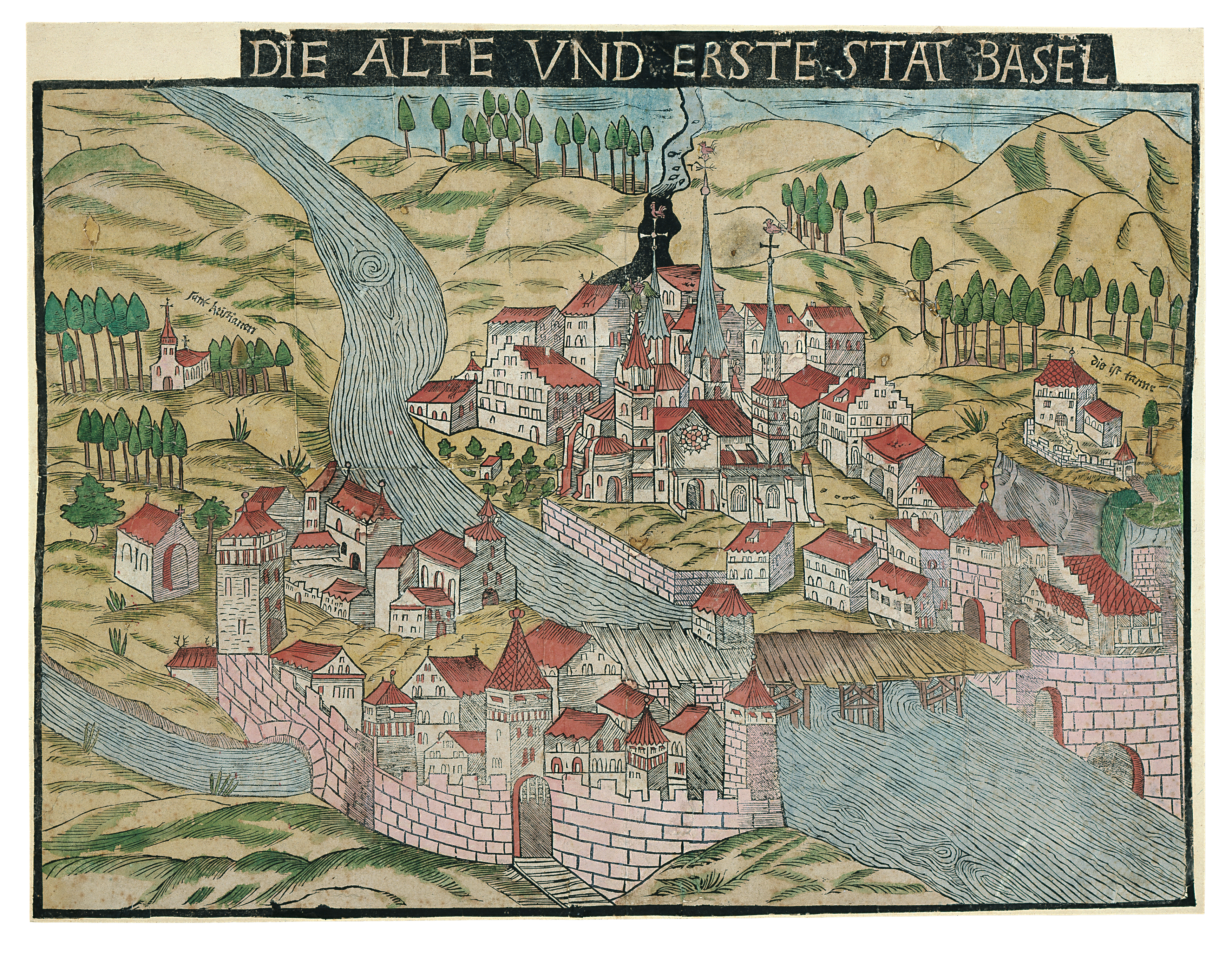
Basel vor 1356. Das sogenannte «älteste Stadtbild von Basel» ist die einzige bekannte Stadtansicht von vor dem grossen Erdbeben. Holzschnitt aus dem 15. Jahrhundert, nach einem verschollenen Gemälde. Urheber unbekannt

Das exakte Baudatum der ersten Basler Rheinbrücke ist nicht bekannt. Zum ersten Mal erwähnt wird sie in zwei Urkunden aus dem Jahre 1225, mit denen die Klöster St. Blasien und Bürgeln als Gegenleistung für ihren finanziellen Beitrag an den Brückenbau vom Brückenzoll befreit werden. Deshalb wird als Baujahr meistens 1225 genannt. Es ist jedoch unklar, ob die Brücke zu diesem Zeitpunkt bereits stand, gerade in Bau oder gar erst geplant war. Zum ersten Mal konkret fassbar ist die fertiggestellte Brücke für das Jahr 1244, in dem ein «Johannes an der Rheinbrücke» urkundlich erwähnt wird.

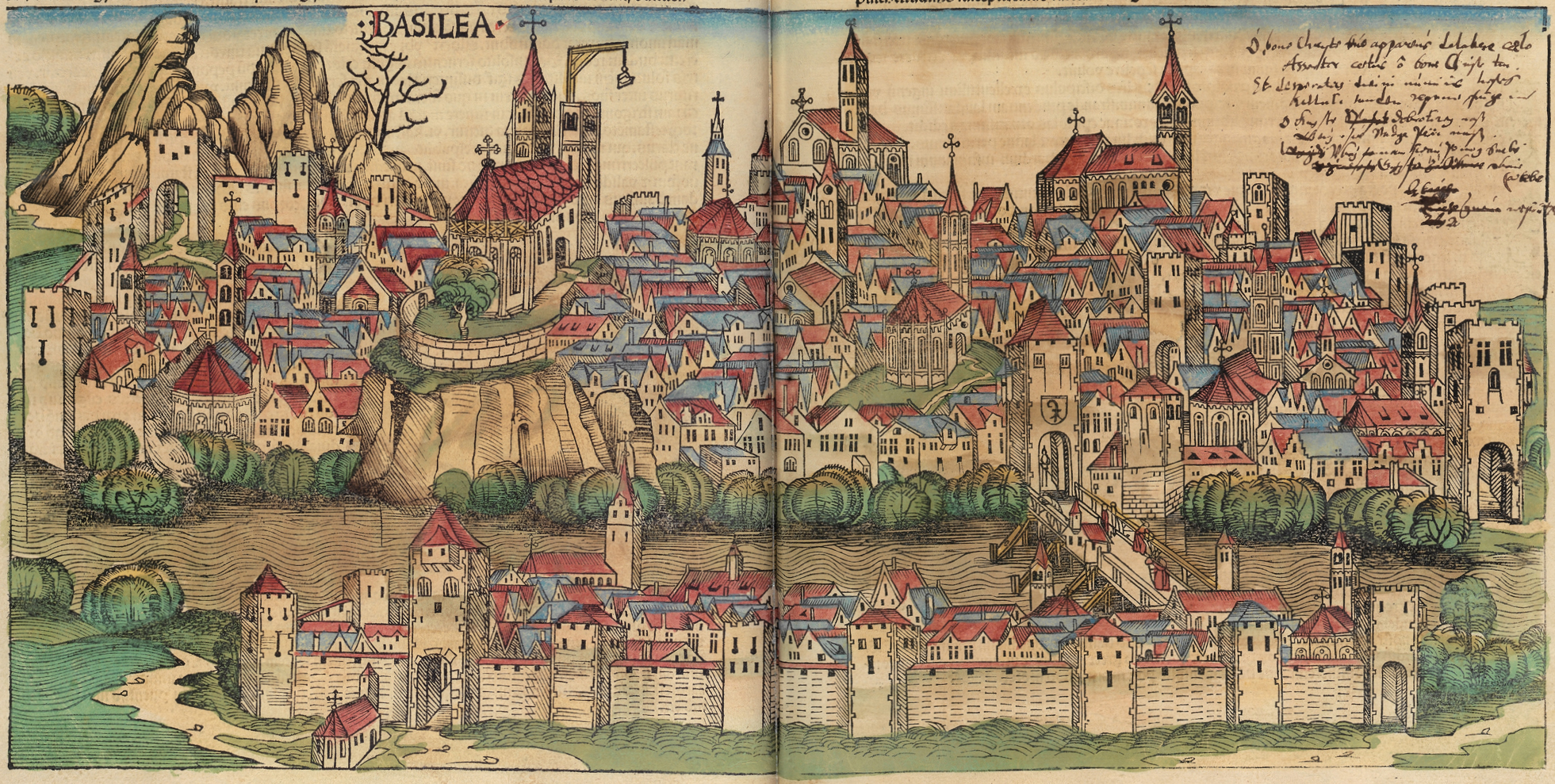
Basel um 1493. Holzschnitt von Wilhelm Pleydenwurff in der Schedelschen Weltchronik

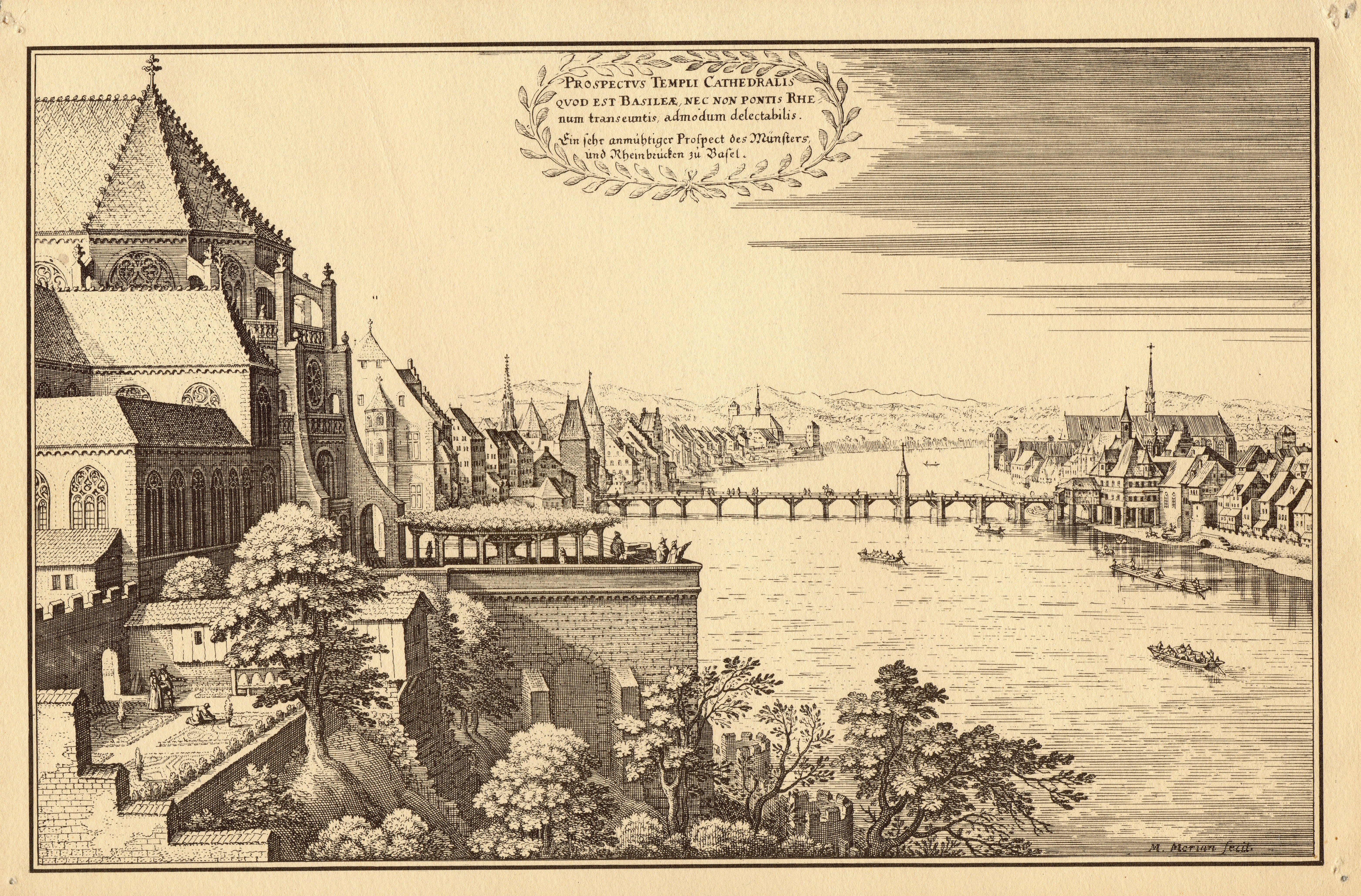
Die Brücke um 1642. Kupferstich von Matthäus Merian, aus der Topographia Germaniae, Band «Helvetiae, Rhaetiae et Valisiae»

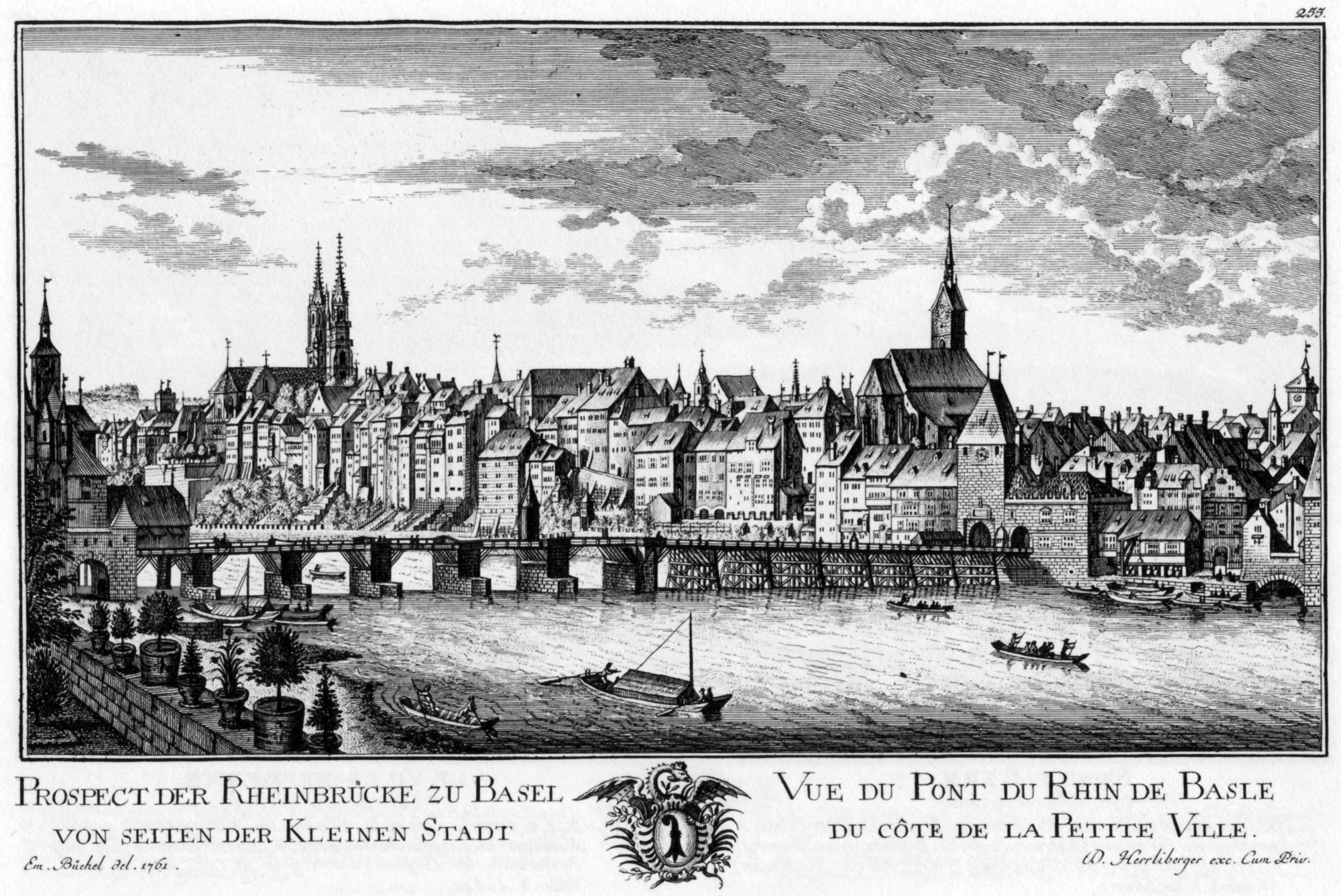
Die Brücke um 1760. Kupferstich von David Herrliberger nach einer Vorlage von Emanuel Büchel

Als treibende Kraft hinter dem Brückenbau kann, auch ohne genaues Baujahr, Heinrich von Thun betrachtet werden, der von 1216 bis 1238 Fürstbischof von Basel war. Dabei kann die Erschliessung der Gotthardroute nicht der Auslöser gewesen sein, denn diese erlangte erst im 14. Jahrhundert ihre grosse Bedeutung für den Fernhandel. Der Basler Historiker Werner Meyer vermutet, dass der Bau der Brücke ein Bestandteil der regionalen Machtpolitik Heinrichs war, der nach dem Tod des letzten Zähringers von 1218 erfolglos versuchte, seine Herrschaft nach Norden auszudehnen. Die Zähringer hatten im 12. Jahrhundert in der Region eine Vormachtstellung erlangt und diese unter anderem durch den Bau der Brücke in Rheinfelden gefestigt. Nach dem Aussterben der Dynastie entbrannte wohl ein Verteilungskampf um die verwaisten Gebiete. Auch der Einbezug der Klöster St. Blasien und Bürgeln, die mit dem Aussterben der Zähringer ihren Schutzherrn verloren hatten, kann vor diesem Hintergrund gesehen werden.
Bereits in römischer Zeit hatten mehrere Brücken den Rhein überspannt, so z. B. in Augusta Raurica (Augst) und Brisiacus (Breisach) (aber keine in Basel), doch waren diese nach dem Abzug der Römer verfallen. Erst im Hochmittelalter entstanden wieder feste Brücken über den Rhein. Zum Zeitpunkt des Baus der Basler Brücke standen oberhalb von Basel, also zwischen Basel und dem Bodensee, bereits mehrere Brücken (so z. B. in Rheinfelden, Laufenburg und Konstanz), unterhalb von Basel, also zwischen Basel und der Nordsee, stand aber noch keine. Erst 1263 wurde in Breisach, rund 50 km nördlich von Basel, die erste Brücke über den Oberrhein gebaut, die nächste kam gar erst 1388 in Strassburg dazu. (Die Breisacher Brücke wird teilweise bereits auf 1212 datiert, so dass sie also auch schon vor der Basler Brücke gestanden wäre.)
Der Standort bei der Birsigmündung bot sich an, da hier das Grossbasler Ufer sehr niedrig ist.

### Bau
Im Basler Staatsarchiv liegt eine auf den 2. Dezember 1223 datierte Urkunde über einen Kredit, den der Bischof bei Juden aufnahm und wofür er als Pfand Teile des Münsterschatzes hinterlegte. Ein Zusammenhang mit dem Brückenbau wird zwar nicht erwähnt, kann aber vermutet werden. Zu dieser Zeit waren wegen des Zinsverbots für Christen Kreditaufnahmen bei Juden üblich, und auch die Hinterlegung sakraler Objekte als Pfand war nichts Aussergewöhnliches. Die älteste Urkunde, die den Brückenbau erwähnt, datiert von 1225 und betrifft Beiträge der Klöster St. Blasien und Bürgeln.
Auf der Kleinbasler Seite des Rheins wurden fünf Steinpfeiler erstellt. Auf der Grossbasler Seite hingegen war das Flussbett zu tief und die Strömung zu stark, als dass dort mit den Mitteln des 13. Jahrhunderts Steinpfeiler hätten gemauert werden können. Deshalb wurden auf dieser Seite acht Stelzen aus Eichenpfählen errichtet.
Die Brücke hatte kein Geländer und die Lattung des Verkehrswegs («Fahrbahn» wäre nicht ganz richtig, denn wahrscheinlich waren die Wagen gegenüber Fussgängern und Reitern in der Minderheit) lag lose auf den hölzernen Trägern, damit die Brücke bei Eisgang keinen Stau erzeugte. Auch liess die Brücke sich so langstreckig unbrauchbar machen, falls im Kriegsfall sich ein Gegner des rechten Rheinufers mit Kleinbasel bemächtigte.

### Betrieb und Umbauten

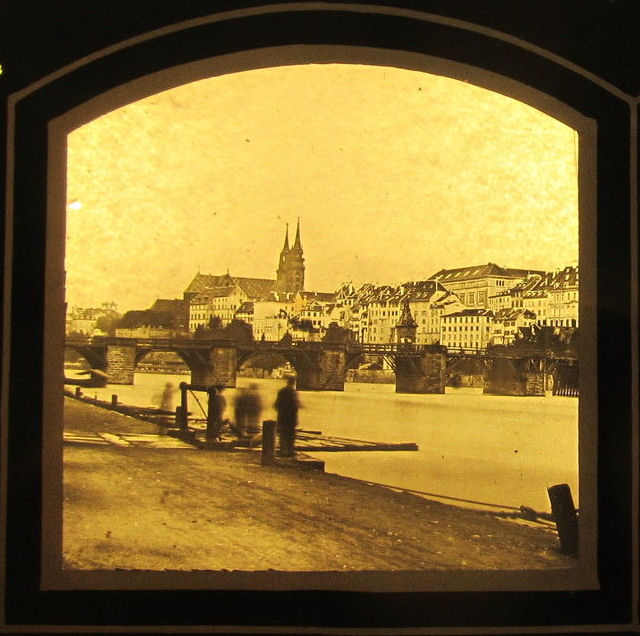
Die Brücke um 1854/55, also noch vor dem letzten grösseren Umbau von 1858. Linke Hälfte einer Stereo-Fotografie von Claude-Marie Ferrier

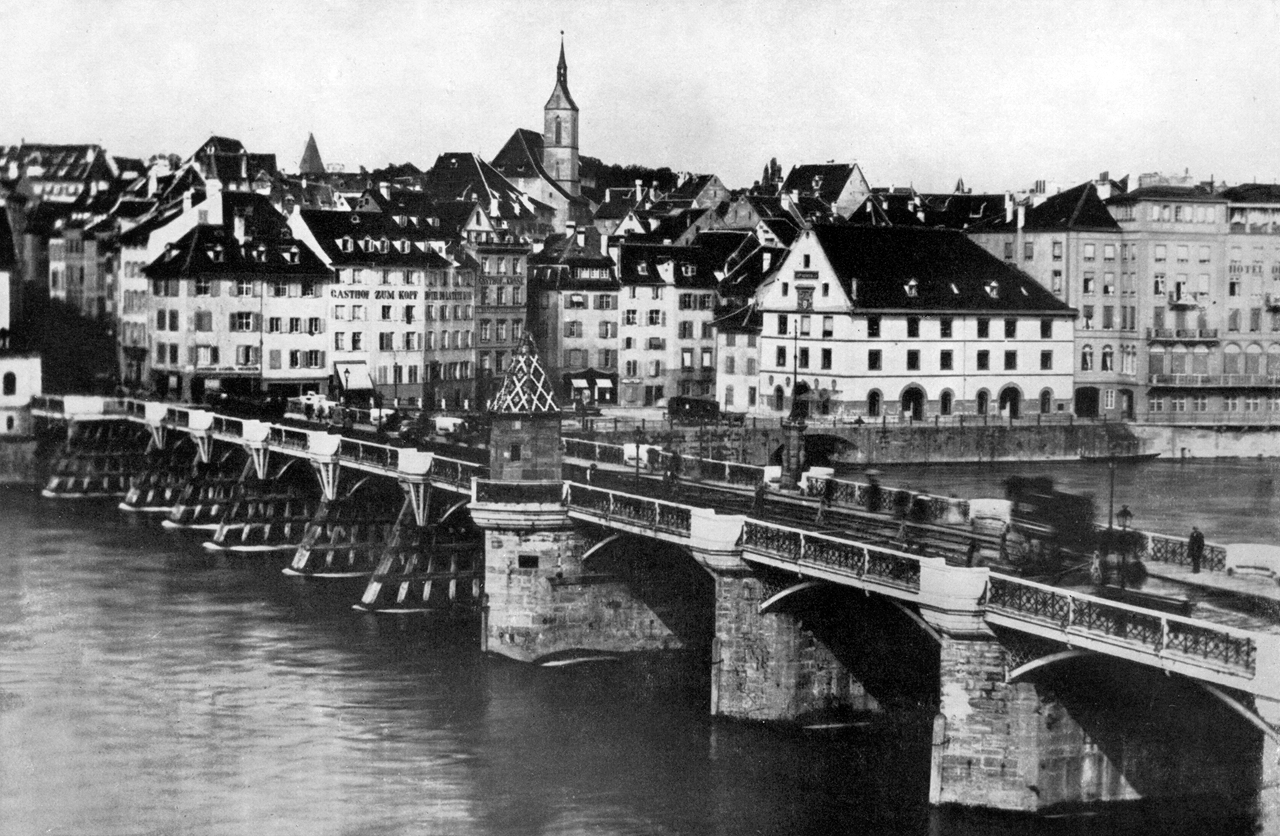
Die Brücke nach dem Umbau von 1858

Diese Steinbank von 1858 steht heute in den Langen Erlen

Die Holzpfeiler der linken Rheinseite wurden immer wieder unterspült und durch Hochwasser, Treibgut oder Eisschübe beschädigt. So soll etwa im Jahre 1275 eine gewaltige Flut die Brücke zum Einsturz gebracht und etwa hundert Bürger in den Tod gerissen haben. Im Juli 1424 wurden drei Holzpfeiler fortgespült, worauf wenige Tage danach fünfzehn Personen von der notdürftig reparierten Fahrbahn in den Rhein stürzten. Aber auch die Steinpfeiler mussten laufend gegen die drohende Unterspülung gesichert und von Beschädigungen repariert werden. Diese hohen Unterhaltskosten konnten durch den Brückenzoll nur teilweise gedeckt werden.
1392 wurde anlässlich der Vereinigung von Gross- und Kleinbasel auf dem fünften, damals äussersten Steinpfeiler eine kleine Kapelle, das «Käppeli», errichtet. Die Kapelle diente gleichzeitig zur Beschwerung des Pfeilers, der damit den Hochwassern besser standhalten sollte.
1457 wurde der steinerne Teil der Brücke um ein sechstes Joch verlängert, welches nach dem Bürgermeister Hans von Bärenfels das «Bärenfelser Joch» genannt wurde. Im Gegenzug fiel ein Holzpfeiler weg.
Ursprünglich war der Grossbasler Brückenkopf durch ein Stadttor, das Rheintor, gesichert. Das Baudatum des Rheintors ist nicht belegt, es ist aber wahrscheinlich, dass es zusammen mit der Brücke erstellt wurde. Bis zum Ende des 14. Jahrhunderts, also bis zur Vereinigung von Gross- und Kleinbasel, war der letzte Teil der Brücke auf der Grossbasler Seite zudem als Zugbrücke ausgeführt. Später entwickelte sich das Rheintor immer mehr zu einem Verkehrshindernis, so dass es 1839, also schon 20 Jahre vor dem Grossratsbeschluss zur Stadterweiterung und der Schleifung der Stadtmauern, abgerissen wurde.
In der ersten Hälfte des 19. Jahrhunderts wurde auf dem Kleinbasler Ufer die Toranlage mit dem ersten Pfeiler abgerissen. 1858 reduzierte man die sieben hölzernen Joche um eines, verschob die Kapelle auf das neuerrichtete nunmehr sechste Joch und beschwerte die übrigen Pfeiler mit 22 Steinbänken. Diese Steinbänke gelangten nach dem Abbruch der ersten Brücke in den Margarethenpark und in die Langen Erlen, wo sie noch heute zu finden sind. Ab 1895 führte auch die erste Basler Strassenbahnlinie, die die beiden Basler Bahnhöfe verband, über die Brücke.

### Die Richtstätte am Käppelijoch
Die Brücke diente auch als Richtstätte. Beim Käppelijoch wurde das Todesurteil durch Ertränken vollstreckt, indem Kindsmörderinnen, Ehebrecherinnen und Diebinnen an Händen und Füssen gefesselt in den Fluss geworfen wurden. Falls sie auf der Höhe des etwa 800 m entfernten Thomasturms, also an der damaligen Stadtgrenze, noch lebend aus dem Rhein gefischt wurden (was vor allem die Nonnen des Klingentalklosters zum grossen Unwillen der Obrigkeit immer wieder taten), wurde ihnen die Todesstrafe erlassen und sie wurden stattdessen aus der Stadt verbannt. Wie weit dabei auch damals bereits bekannte Wiederbelebungsmethoden angewandt wurden, ist nicht belegt. Wiederbelebungsmassnahmen bei Ertrunkenen und auch Hingerichteten, die vom Bürsten der Extremitäten bis hin zu Intubationen gingen, waren seit der frühen Neuzeit europaweit bekannt und verbreitet. So oder so überlebten aber offenbar «zu viele» Verurteilte, so dass das Ertränken 1634 durch Enthaupten ersetzt wurde.
Eine weitere Strafform, die vom Käppelijoch aus erfolgte, war das Schwemmen: Gefesselt und an ein Seil gebunden wurden die Sträflinge dreimal unter der Rheinbrücke durchgeschwemmt.

### Das Ende
Durch die Regulierung des Oberrheins im 19. Jahrhundert erhöhte sich die Strömungsgeschwindigkeit des Rheins bis oberhalb von Basel merklich. Dies führte zu einer verstärkten Erosion und damit zu einer Vertiefung des Flussbetts und beschleunigte die Unterspülung der Pfeiler, deren mittelalterliche Fundamente dieser erhöhten Belastung nicht mehr gewachsen waren. Das Bärenfelserjoch wurde so stark beschädigt, dass wegen akuter Einsturzgefahr ein neuer, stärkerer Pfeiler gebaut werden musste. Die nötigen Unterhaltsarbeiten wurden immer aufwändiger und teurer, so dass der Grosse Rat 1899 beschloss, die Brücke durch einen Neubau zu ersetzen. Gegen den Beschluss wurde das Referendum ergriffen, er wurde aber noch im gleichen Jahr durch die Volksabstimmung bestätigt.
Am 27. Mai 1903 diente die alte Rheinbrücke letztmals dem Verkehr; am Tag darauf begann der Abbruch.

## Heutige Brücke

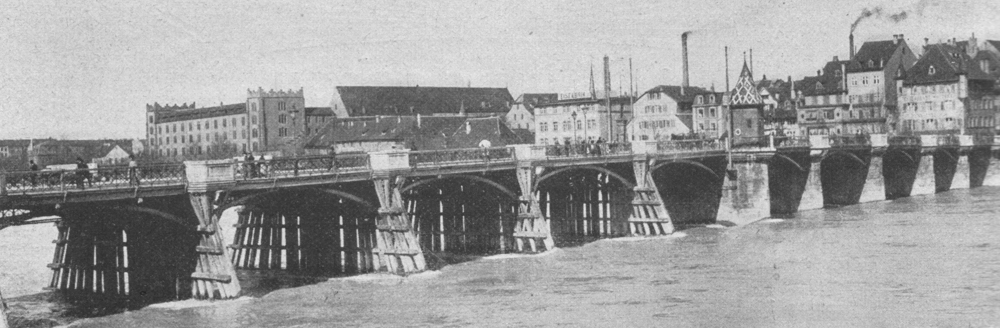
Alte Rheinbrücke im Jahr 1902

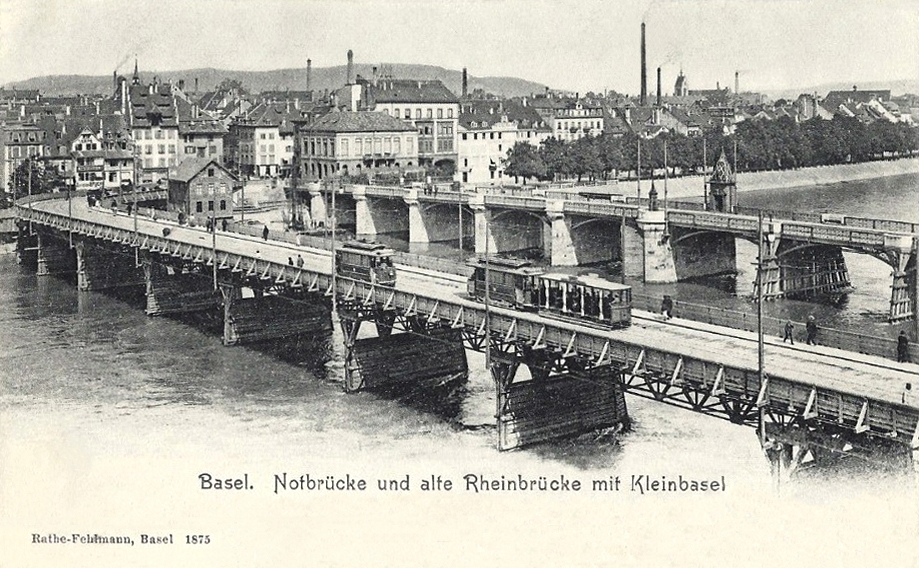
Notbrücke 1903–1905

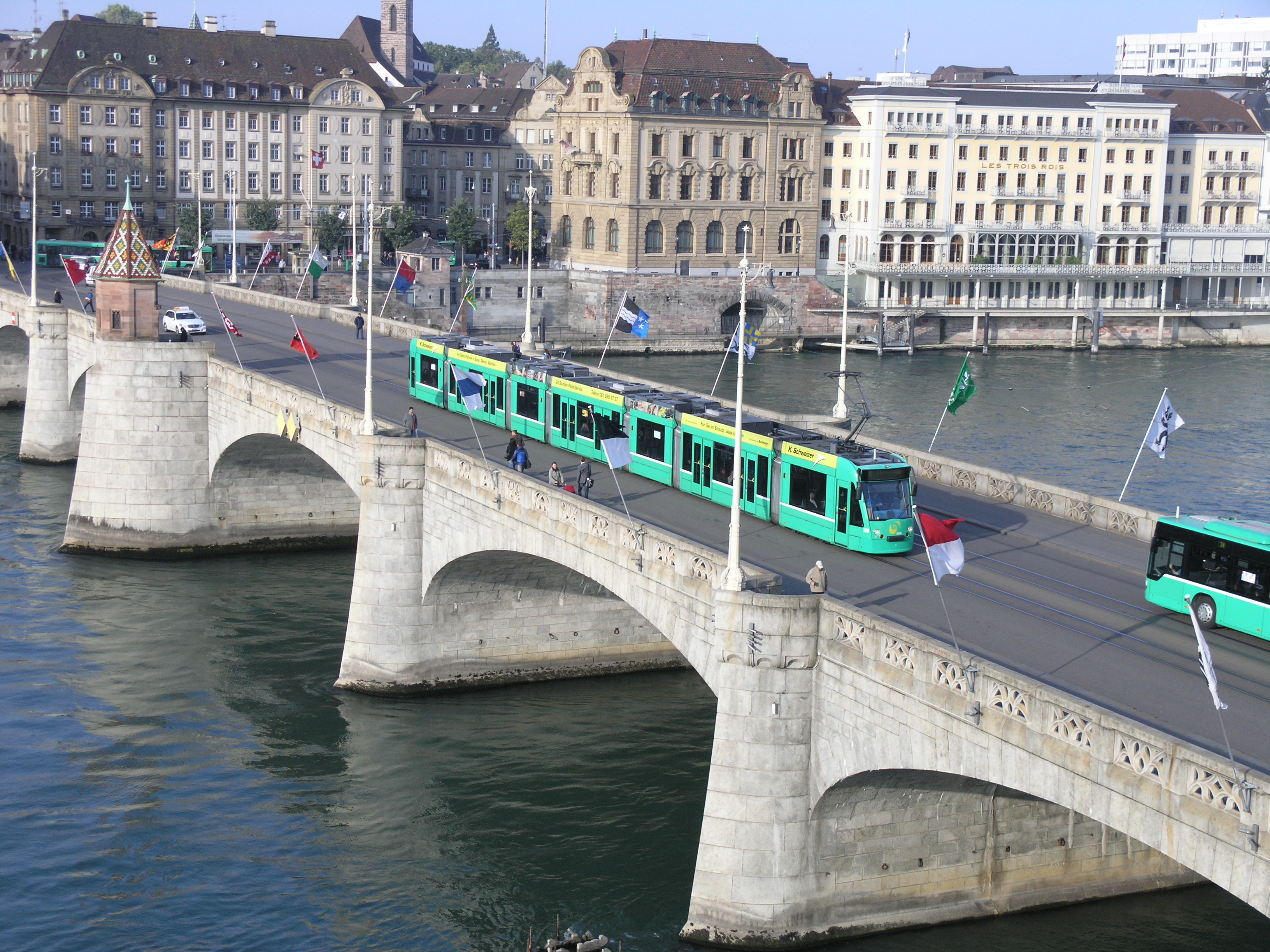
Mittlere Brücke – 2013

Zwischen 1903 und 1905 wurde die alte Brücke durch eine neue, vollständig aus Stein bestehende ersetzt. Das neue Bauwerk erhielt den Namen «Mittlere Rheinbrücke». Die alte Brücke war, solange sie die einzige Brücke gewesen war, einfach die «Rheinbrücke» genannt worden; später, als die Wettstein- und die Johanniterbrücke dazukamen, hatte sie «Alte Rheinbrücke» geheissen. Der Name «Mittlere Rheinbrücke» wurde gewählt, weil zu diesem Zeitpunkt in Basel drei Brücken den Rhein überspannten, und sie eben die mittlere war.
Die Brücke ist 192 Meter lang und 18,8 Meter breit und besteht aus Granit von der Nordseite des Gotthardmassivs. Sie wurde von Buss & Cie. aus Pratteln und Philipp Holzmann & Cie. aus Frankfurt am Main gebaut. Der Bau kostete 2,67 Millionen Franken. Die Brücke weist sieben Öffnungen auf, wobei sechs den Rhein überspannen und eine den Rheinweg auf Kleinbasler Seite. Auf dem mittleren Pfeiler wurde eine Kopie der Brückenkapelle, das Käppelijoch, aufgebaut. Die Brücke ist ein Hauptwerk des historistischen Brückenbaus in der Schweiz. Für die Auswahl von Konstruktion und Baumaterial spielten architektonische und städtebauliche Überlegungen eine entscheidende Rolle: Um das Bild der Altstadt nicht zu beeinträchtigen, zog man die Steinbogenbrücke der Architekten Emil Faesch in Basel und Friedrich von Thiersch in München einer zeitgemässen eisernen Fachwerkbrücke vor.

### Bau
Um den Verkehr über den Rhein sicherzustellen, wurde für die Bauzeit der neuen Brücke wenige Meter flussabwärts eine Behelfsbrücke aus 12 Holzjochen erstellt. Am 11. November 1905 wurde die neue Mittlere Brücke mit einem Volksfest dem Verkehr übergeben.

### Sanierung
Im Jahr 2002 wurde die Brücke saniert. Das Erscheinungsbild wurde dabei nicht verändert.
Im Rahmen der autobefreiten Innenstadt ist die Brücke seit Anfang 2015 für den motorisierten Individualverkehr gesperrt. Im Sommer 2017 wurden auch die Trottoirs zulasten der Strassenfläche um je 40 cm verbreitert.

### Kunst

#### «Amazone»

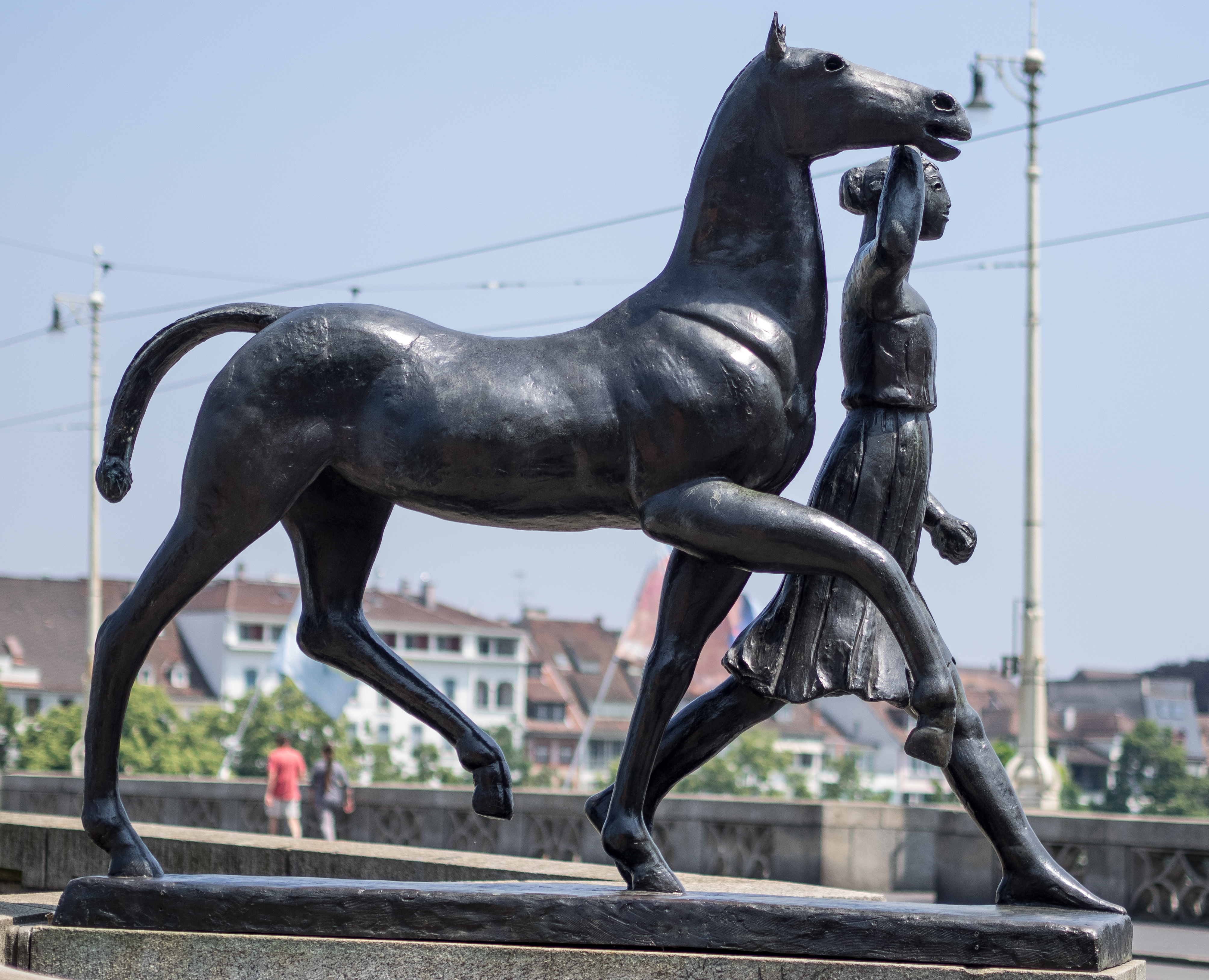
«Amazone, Pferd führend»

Am Grossbasler Brückenkopf steht die Skulptur Amazone, Pferd führend von Carl Burckhardt. Sie war eine Auftragsarbeit des Basler Kunstvereins und stellt eine schreitende Amazone dar, die ein Pferd führt. Burckhardt schuf das Gipsmodell, starb aber 1923 nach kurzer Krankheit noch vor dem Guss. Der Bronzeguss entstand nach seinem Tod.
An der Skulptur sind Spachtelspuren des Gipsmodells sichtbar, die Burckhardt vielleicht teilweise noch entfernt hätte. Auch hätte die Frau einen durchhängenden Zügel in den Händen halten sollen. Das Werk ist also vermutlich unvollendet.
Die Amazone ist Burckhardts letztes Werk. Ursprünglich sollte es in den Garten der Kunsthalle zu stehen kommen, aber nach dem unerwarteten frühen Tod des Künstlers schenkte der Kunstverein es dem Kanton, der es 1927 am heutigen Standort aufstellte. Die Figur hat also keinen Bezug zum Standort, sondern ist eine reine «Stadtmöblierung».

#### «Helvetia auf der Reise»
Die Skulptur Helvetia auf der Reise von Bettina Eichin entstand 1980 anlässlich eines Wettbewerbs des Basler Kunstkredits. Sie zeigt eine Frau, die ihr Reisegepäck abgelegt hat und nun auf der Mauer beim Kleinbasler Brückenkopf sitzt und nachdenklich auf den Rhein schaut. Dazu steht auf einer Tafel der Text: «Eines Tages verlässt Helvetia ein Zweifrankenstück, mischt sich unters Volk und unternimmt eine längere Reise. Unterwegs kommt sie auch nach Basel. Nach einem anstrengenden Gang durch die Stadt legt sie Mantel, Schild, Speer und Koffer ab, ruht sich auf einem Brückenpfeiler der Mittleren Rheinbrücke aus und blickt nachdenklich rheinabwärts…»

Helvetia auf der Reise von Bettina Eichin
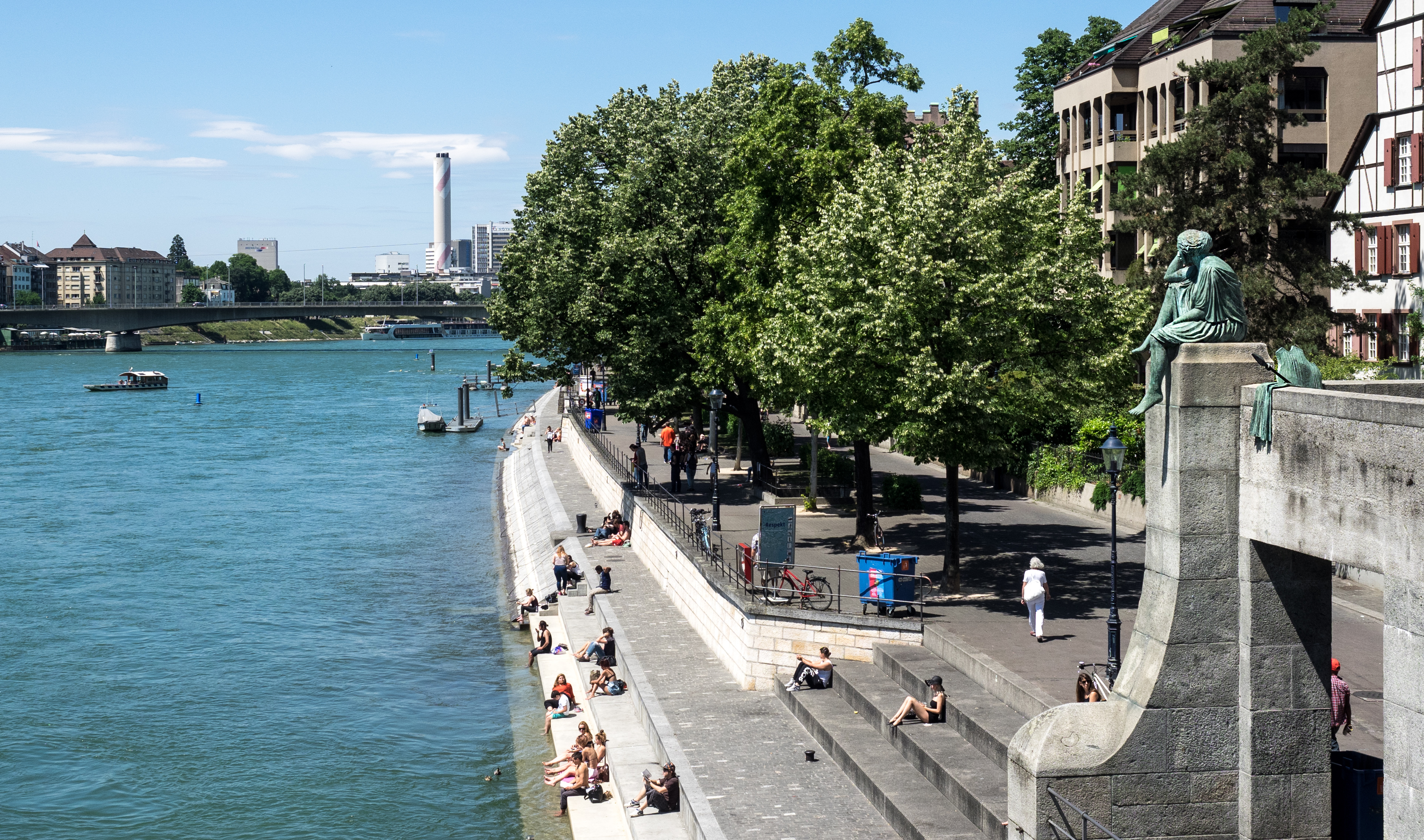
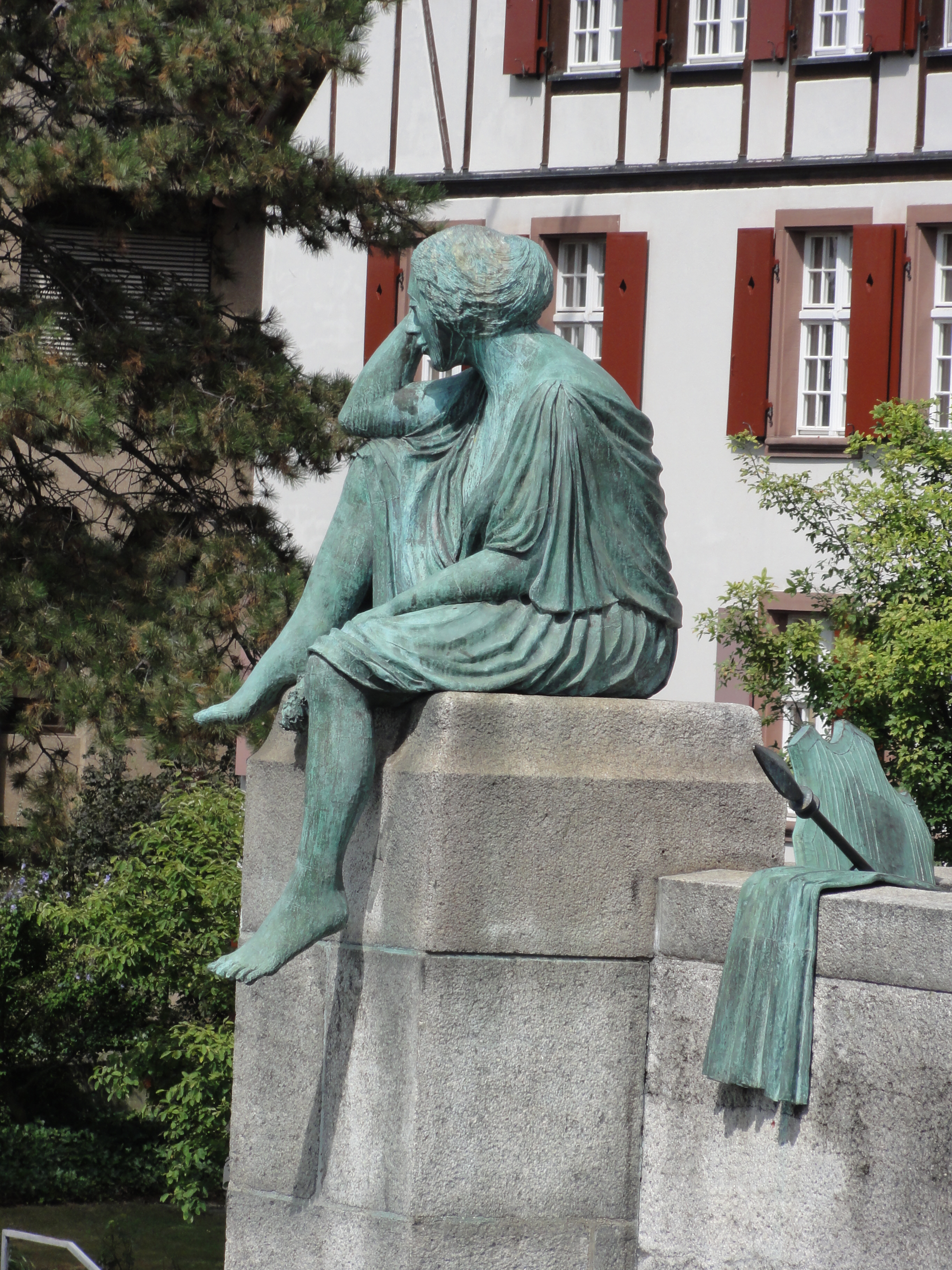
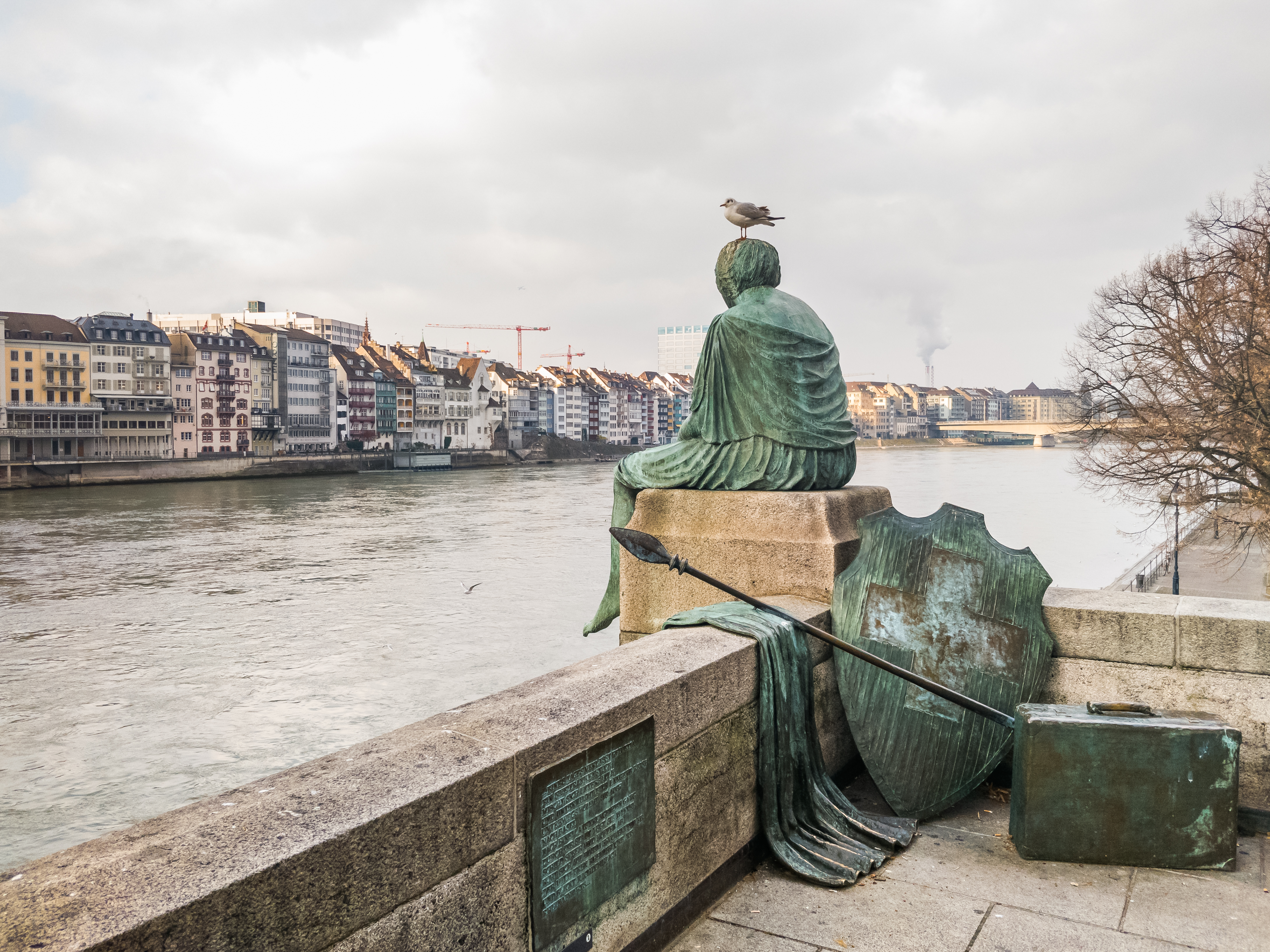

Bettina Eichin, die ihre Kunst immer auch politisch verstand, sagte 2010 dazu in einem Interview: «Ich wollte aus der Helvetia-Allegorie auf unseren Münzen wieder eine Frau machen, sie aus der Festprägung befreien, aussteigen lassen – genauso, wie wir Frauen damals. Nur ganz wenige Menschen haben vor 30 Jahren verstanden, was ich mit der Helvetia ausdrücken wollte. […] Sie steigt aus der Festprägung der Münze, also des Geldes, aus, ist unterwegs, um sich müde, nachdenklich und abgewandt auf ihrem Sockel auszuruhen – Eigenschaften, die an Frauen nicht geschätzt werden. Sie schaut rheinabwärts zur Chemie und über die Grenzen. Sie hat abgerüstet und ihre Hoheitssymbole hinter sich abgelegt, der Koffer ist ein Hinweis auf ihr ‹Unterwegssein›, auf ein Jahrhundert Kofferpacken, Flucht und Aufbruch.»

#### «Lagerstätte»

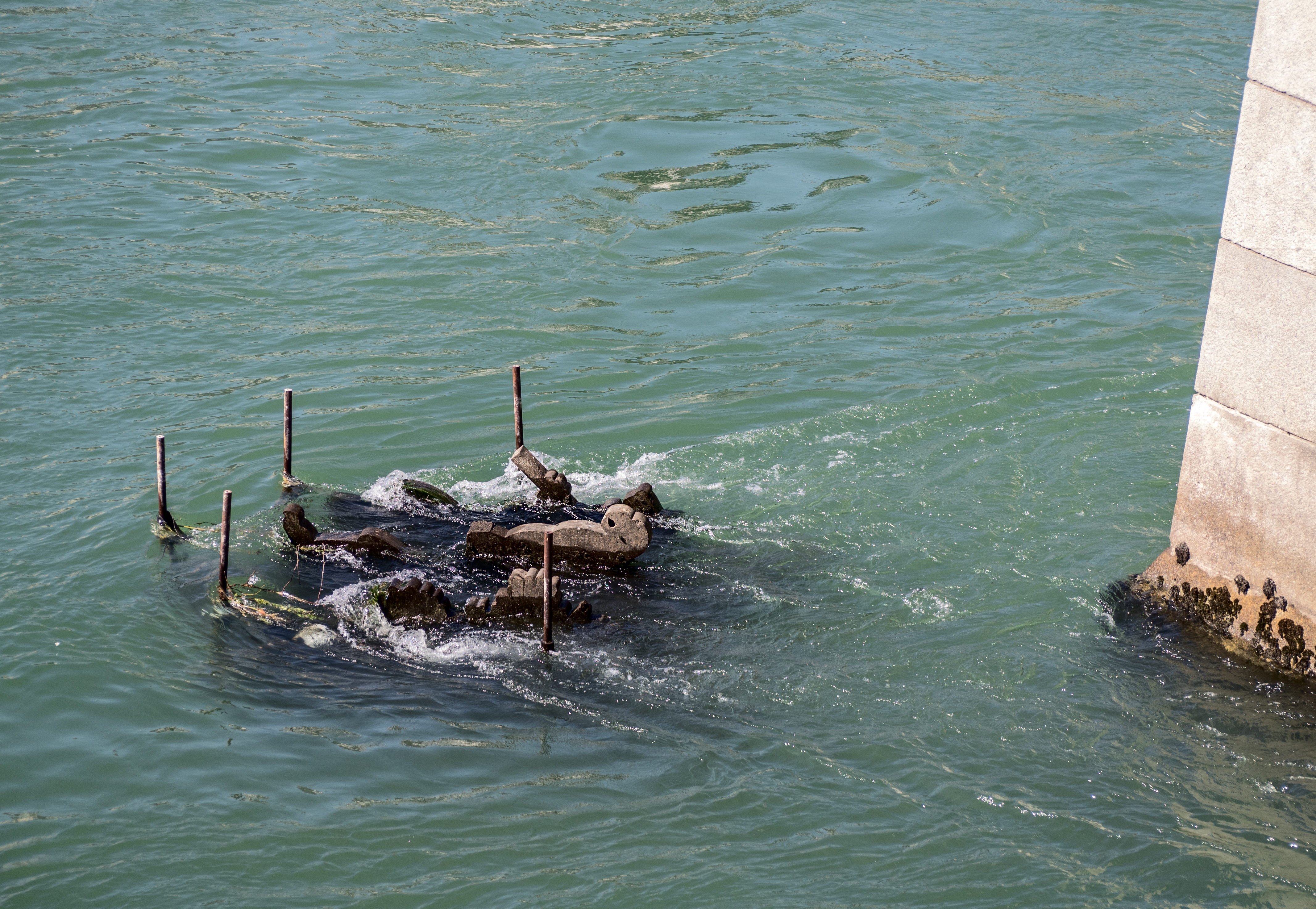
Die «Lagerstätte» bei mittlerem Wasserstand.

1992, anlässlich der 600-Jahr-Feier zur Vereinigung von Gross- und Kleinbasel, schenkten die drei Kleinbasler Ehrengesellschaften dem Kanton die Skulptur Lagerstätte des Künstlers Ludwig Stocker. Sie steht oberhalb des ersten Pfeilers auf der Kleinbasler Seite im Rhein und zeigt die drei Zeichen Vogel Gryff, Wild Maa und Leu, die nebeneinander auf einem Katafalk liegen. Je nach Wasserstand ist die Skulptur gut bis gar nicht sichtbar. Den drei Ehrengesellschaften schwebte ursprünglich eine Platzierung auf dem Claraplatz oder am Rheinufer vor, doch wurde das vom Kanton abgelehnt. Schliesslich einigte man sich auf den Platz im Rhein.

#### «Hexentafel»

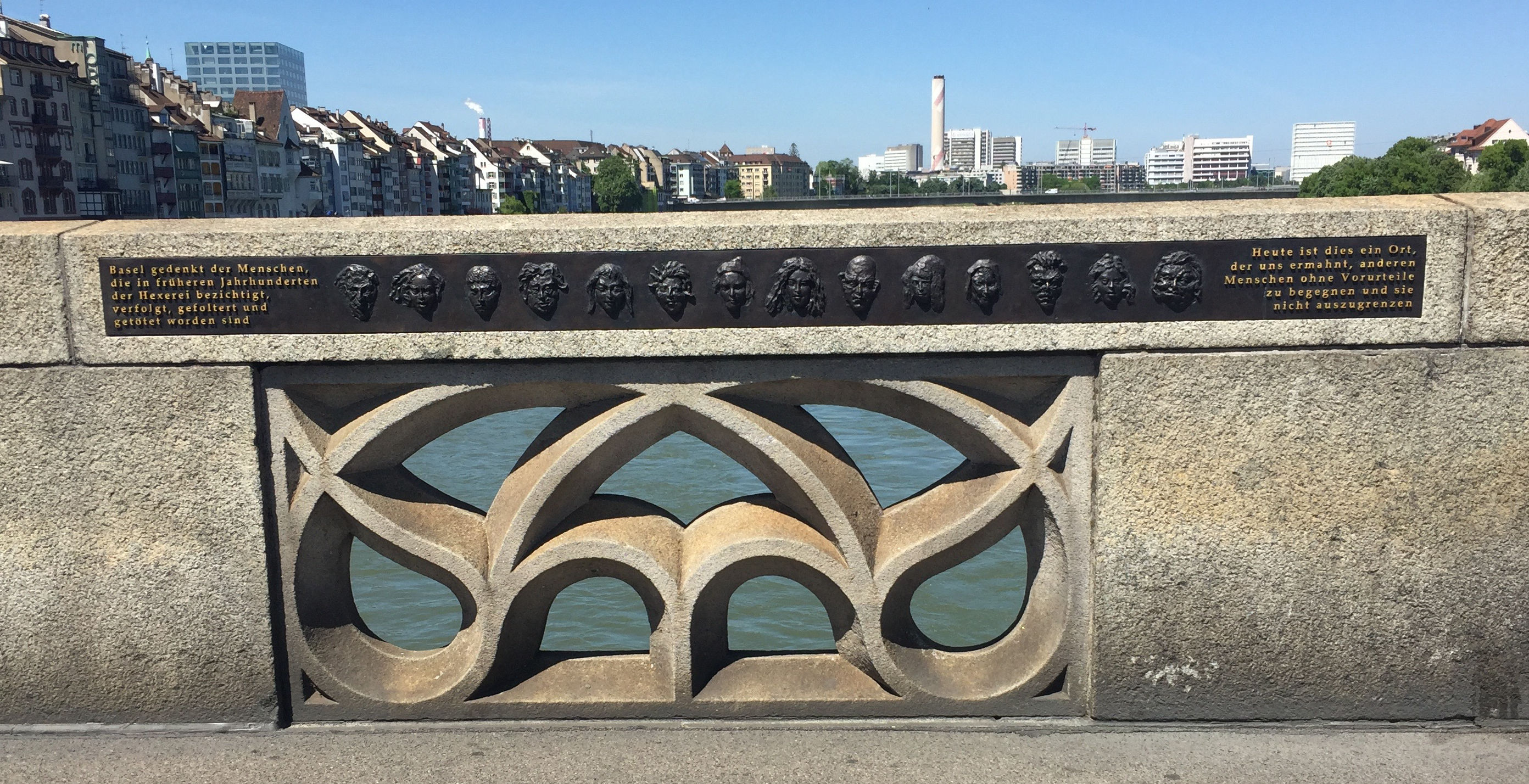
«Hexentafel»

Auf Initiative von Basta-Grossrätin Brigitta Gerber wurde am 22. März 2019 eine Gedenktafel für die Opfer der Hexenverfolgung eingeweiht. Die bronzene Gedenktafel wurde vom Künstler und Bildhauer Markus Böhmer ausgearbeitet, der dem Werk den Namen Hexentafel gab. Sie ist als Rehabilitierung im symbolischen Sinne zu verstehen. Nebst bildnerischen Elementen ziert folgende Inschrift die Tafel: «Basel gedenkt der Menschen, die in früheren Jahrhunderten der Hexerei bezichtigt, verfolgt, gefoltert und getötet worden sind. Heute ist dies ein Ort der uns ermahnt, anderen Menschen ohne Vorurteile zu begegnen und sie nicht auszugrenzen».

### Schifffahrt
Für die Grossschifffahrt stellt die Mittlere Brücke eine Herausforderung dar. Nicht nur sind die Joche sehr eng, sondern die Brücke steht auch noch in einer Flussbiegung, was zusätzlich zu schwierigen Strömungsverhältnissen führt. Es braucht deshalb ein spezielles Patent, um diesen Rheinabschnitt befahren zu dürfen. Hat der Schiffsführer dieses Patent nicht, so muss er für die Fahrt durch Basel einen Lotsen an Bord nehmen.
Wegen der geringen Durchfahrtshöhe muss bei vielen Schiffen für die Unterquerung das Steuerhaus abgesenkt werden. Auch können Containerschiffe diesen Rheinabschnitt nur «2-stöckig» beladen befahren.

#### Zwischenfälle

##### MS «Birsigtal»
Am 4. Juli 1958 war das Motorschiff «MS Birsigtal» mit Kohle beladen auf Bergfahrt, als sie vor der Mittleren Brücke querschlug und von der Strömung gegen die Pfeiler gedrückt wurde. Laut Aussage der Besatzung bekam das Fahrzeug Treibholz in die Schiffsschraube, wobei auch die Ruderflächen stark verbogen wurden, so dass das Schiff nicht mehr steuerbar war. Die Besatzung wurde vom Schlepper «Strasbourg» gerettet. Die Bergungsarbeiten dauerten bis am 15. Juli. Das Schiff wurde repariert und war weiter unter den Namen MS Margeja, MS Gaea und zuletzt MS Jamaica im Einsatz.

##### SL «Corona»
Am 28. September 1984 wurde der Schubleichter «SL Corona», beladen mit 971 Tonnen Tonerde, vom Schlepper «Vogel Gryff» rheinaufwärts geschoben. Unter der mittleren Brücke touchierte der Schlepper einen Pfeiler, worauf der Schubverband ausser Kontrolle geriet. Der Schubleichter schlug vor der Brücke quer und wurde von der Strömung gegen die Pfeiler gedrückt, der Schlepper konnte sich rechtzeitig vom Verband lösen und blieb unbeschädigt.
Die Bergung war schwierig, da die Durchfahrtshöhe der Mittleren Brücke für einen grossen Hebebock nicht reicht. Aber auch ein kleinerer 150-Tonnen-Hebekran konnte erst in Position gebracht werden, nachdem der Rheinpegel genügend gesunken war. Dadurch blieb die Durchfahrt von und zu den Häfen von Birsfelden und Muttenz während 17 Tagen blockiert.
Der erste Versuch, die «Corona» mit dem Hebekran zu heben, scheiterte, da sie sich zu stark in den Brückenpfeilern verkeilt hatte. Daher wurde zusätzlich ein mit Kies beladener Schubleichter in Position gebracht, mit der «Corona» verbunden und dann vor Ort entladen. Mit Hilfe dieses zusätzlichen Auftriebs konnte die «Corona» am 14. Oktober gehoben werden.

##### TMS «Roma»
Am Morgen des 17. August 2011 war das Tankmotorschiff «TMS Roma» unbeladen auf Talfahrt, als oberhalb der Wettsteinbrücke die Motoren ausfielen. Dem Lotsen gelang es, das Schiff mit Hilfe des Bugstrahlruders unter der Mittleren Brücke hindurch zu manövrieren. Da er aber unter diesen Umständen nicht auch noch das Steuerhaus absenken konnte, kollidierte dieses mit der Brücke und wurde eingedrückt. Der Lotse konnte sich zu Boden werfen und blieb unverletzt. Nach dem Passieren der Brücke wurde der Anker geworfen und das Schiff kam zum Stillstand. Die «Roma» wurde dann von einem Schlepper zum Unterhaltsbetrieb Mattmüller in Weil am Rhein geschleppt, wo ein Behelfssteuerhaus angefertigt wurde.

##### MS «Camaro VI»
Das Containerschiff «Camaro VI» streifte am 18. Juli 2019 erst die Mittlere Brücke und prallte dann vor tausenden Augenzeugen in den Pfeiler der Johanniterbrücke. Verletzte sind trotz vielen Rheinschwimmern keine bekannt. Beim Frachtschiff war nicht, wie zuerst angenommen, der Hauptmotor ausgefallen. Vielmehr erlitt die Ruderanlage einen Defekt.

## Fussnoten
1. ↑  Rheinschifffahrtspolizeiverordnung, mehrere Stellen
2. ↑  Noch vor der Wettsteinbrücke verband vom Januar bis zum März 1857 kurzfristig die Dufourbrücke, eine militärische Pontonbrücke, die beiden Rheinufer. Obwohl es eine militärische Brücke war, stand sie der Bevölkerung offen und wurde rege benutzt. Auch die Eisenbahnbrücke wurde vor der Wettsteinbrücke gebaut, sie stand aber nicht zur allgemeinen Benutzung offen, und sie stand ohnehin weit ausserhalb der damaligen Stadt.
3. ↑  Nach dem grossen Erdbeben von 1356 wütete in Basel ein mehrere Tage dauernder Grossbrand, dem auch das gesamte Staatsarchiv zum Opfer fiel. Deshalb gibt es nur wenige schriftliche Quellen über die Zeit vor 1356. Auch die erwähnten Dokumente zur Kostenbeteiligung der Klöster St. Blasien und Bürgeln wurden nicht in Basel, sondern in den Klöstern gefunden.
4. ↑  Ausserdem wurden für den Fernhandel wo immer möglich Wasserwege benutzt, so dass die Rheinbrücke diesbezüglich keinen nennenswerten Vorteil bedeutet hätte.
5. ↑  W. Meyer, Beitrag Die zähringisch-bischöfliche Auseinandersetzung um Kleinbasel. In: Jahresbericht 1980 der Archäologischen Bodenforschung. Publiziert in: Basler Zeitschrift für Geschichte und Altertumskunde, Band 81, Basel, 1981.
6. ↑  Caspar Battegay, Naomi Lubrich: Jüdische Schweiz. 50 Objekte erzählen Geschichte. Christoph Merian Verlag, Basel 2018, S. 34
7. 1 2  «Joch» bedeutet hier Pfeiler. Diese alte Bezeichnung kommt daher, dass früher die Pfeiler von Holzbrücken die Form eines Jochs hatten, auf das dann die Fahrbahn gelegt wurde.
8. ↑  Rheintor an der Rheinbrücke in Basel. Abgerufen am 28. Januar 2025.
9. ↑  Vgl. Elisabetha Rink, Trudi Wenk: Leben und Hinrichtung der Anna Hauswirth 1724–1759. In: Jahrbuch z’Rieche 1987 (online)
10. ↑  Vgl. Jens Scholz, Peter Sefrin, Bernd W. Böttiger, Volker Dörges, Volker Wenzel: Entstehung der modernen Notfallmedizin. In: Notfallmedizin. Georg Thieme Verlag, 2012, S. 29.
11. ↑  Das letzte Todesurteil wurde in Basel am 4. August 1819 vollzogen, als drei Männer enthauptet wurden. 1872 wurde in Basel-Stadt die Todesstrafe abgeschafft.
12. ↑  Thomas Loretan: Die alte Rheinbrücke. Abgerufen am 28. Januar 2025 (deutsch).
13. ↑  Heute wird die Strömung durch die Staustufe der Kraftwerke Birsfelden und Kembs wieder gebremst.
14. ↑  basler-bauten.ch
15. ↑  Die beiden anderen Brücken waren rheinaufwärts die Wettsteinbrücke und rheinabwärts die Johanniterbrücke. Die Eisenbahnbrücke stand damals noch weit ausserhalb der Stadt und wurde nicht mitgezählt.
16. ↑  Rainer Luginbühl: Die Mittlere Brücke. 28. Juli 2013, abgerufen am 28. Januar 2025.
17. ↑  ivs.sylon.net (Memento des Originals vom 5. Dezember 2017 im Internet Archive)  Info: Der Archivlink wurde automatisch eingesetzt und noch nicht geprüft. Bitte prüfe Original- und Archivlink gemäß Anleitung und entferne dann diesen Hinweis. Historische Verkehrswege im Kanton Basel-Stadt, S. 41
18. ↑  Amazone mit Pferd an der Rheinbrücke. Abgerufen am 28. Januar 2025.
19. ↑  Rainer Luginbühl: Helvetia auf der Reise. 28. Juli 2013, abgerufen am 28. Januar 2025.
20. ↑  www.xecutives.net Interview von Christian Dueblin mit Bettina Eichin über ihr Leben, ihr Kunstverständnis und ihre Skulpturen
21. ↑  Rainer Luginbühl: Lagerstätte. 28. Juli 2013, abgerufen am 28. Januar 2025.
22. ↑  www.vogel-gryff.ch (Memento des Originals vom 30. Mai 2015 im Internet Archive)  Info: Der Archivlink wurde automatisch eingesetzt und noch nicht geprüft. Bitte prüfe Original- und Archivlink gemäß Anleitung und entferne dann diesen Hinweis.
23. ↑  Käppelijoch: Ein Mahnmal für die Basler «Hexen». bzbasel, abgerufen am 8. März 2020
24. ↑  Medienmitteilung Präsidialdepartement Verwaltung des Kantons Basel-Stadt (22.03.2019): Einweihung der Gedenktafel für die Opfer der Hexenverfolgung, abgerufen am 27. März 2020.
25. ↑  Markus Böhmer, Steinmetz- und BildhauerwerkstattHexentafel, Mittlere Rheinbrücke, 2019, abgerufen am 27. März 2020.
26. ↑  In der Zeitschrift der Vereniging de Binnenvaart 2011/6, S. 29–35 steht ein Bericht zur Havarie der MS Birsigtal.
27. ↑  Film auf YouTube
28. ↑  bazonline.ch Rückblickender Bericht in der Basler Zeitung vom 17. August 2011
29. ↑  bazonline.ch Bericht der Basler Zeitung vom 17. August 2011
30. ↑  Schiffsunfall in Basel bei Mittlerer Brücke und Johanniterbrücke ++ keine Hinweise auf Verletzte ++ es war die Steuerung - Basel Stadt - Basel - Grenchner Tagblatt. Abgerufen am 13. November 2019.